# Marañón (Navarre)
Pour les articles homonymes, voir Marañón.
Marañón est une ville et une commune de la communauté forale de Navarre (Espagne).
Elle est située dans la zone non bascophone de la province. Le castillan est la seule langue officielle alors que le basque n’a pas de statut officiel. Le secrétaire de mairie est aussi celui de Aras, Cabredo, Genevilla, Lapoblación et Aguilar de Codés.

## Démographie
| Évolution démographique                                 | Évolution démographique | Évolution démographique | Évolution démographique | Évolution démographique | Évolution démographique | Évolution démographique | Évolution démographique | Évolution démographique | Évolution démographique | Évolution démographique |
| 1996                                                    | 1998                    | 1999                    | 2000                    | 2001                    | 2002                    | 2003                    | 2004                    | 2005                    | 2006                    | 2007                    |
| ------------------------------------------------------- | ----------------------- | ----------------------- | ----------------------- | ----------------------- | ----------------------- | ----------------------- | ----------------------- | ----------------------- | ----------------------- | ----------------------- |
| 76                                                      | 72                      | 75                      | 72                      | 69                      | 67                      | 64                      | 63                      | 59                      | 51                      | 60                      |
| Sources: Marañón et instituto de estadística de navarra |                         |                         |                         |                         |                         |                         |                         |                         |                         |                         |

## Personnalités
- Don Victoriano Fernández Ascarza

### Sources
- (es) Cet article est partiellement ou en totalité issu de l’article de Wikipédia en espagnol intitulé « Marañón (Navarra) » (voir la liste des auteurs).